# Alexandru Șuli
Alexandru Șuli (ur. 10 sierpnia 1928 w Lugoju, zm. w 2000 w Sfântu Gheorghe) – rumuński zapaśnik walczący w stylu klasycznym. Olimpijczyk z Helsinki 1952, gdzie zajął piąte miejsce w kategorii plus 87 kg.